# 圆叶秋海棠
圆叶秋海棠（学名：Begonia rotundilimba）为秋海棠科秋海棠属的植物，是中国的特有植物。分布于中国大陆的云南等地，生长于海拔1,600米至1,800米的地区，一般生于山坡密林中水沟边阴湿处，目前已由人工引种栽培。